# Аукуихуато
Аукуихуато — вулкан. Располагается в регионе Аякучо, Перу.
Аукуихуато — шлаковый конус, высотой 4980 метров. Находится на центральноандийском нагорье.
Данный шлаковый конус является молодым вулканом, который расположился в 30 километрах к северу-востоку от другого вулкана Сара-Сара. Он является изолированным вулканом и не связан с ближайшими вулканами. Спутниковые снимки показали что к югу от вулкана располагается молодой застывший лавовый поток, который протянулся на 9 километров. Вулкан расположен на высокогорном плато, сам конус над плато возвышается на высоту 380 метров. Какие либо сведения о вулканической деятельности вулкана отсутствуют.